# Nemopterella aequabilis
Nemopterella aequabilis is een insect uit de familie Nemopteridae, dat tot de orde van de netvleugeligen (Neuroptera) behoort. De soort komt voor in Zuid-Afrika.